# Image Theatre
Image Theatre je černé divadlo sídlící v Praze-Staré Město založené Alexandrem Čihařem a Evou Asterovou v roce 1989. 
Jde o soukromé divadlo, založené na syntéze černého divadla, tance, nových technologií, hudby od současného českého klavírního virtuóza a skladatele Zdeňka Zdeňka a klasiky české pantomimy.  Svá představení oživuje interaktivními vstupy s diváky a spoluprací s kostýmními návrháři i výtvarnými umělci. Kromě zahraničních zájezdů (například do Německa, Švýcarska, Belgie, Itálie, Řecka, na Kypr, Izraele, Maďarska, Slovenska, Turecka nebo Koreje), přijímá divadlo účast i na divadelních festivalech a speciálních projektech jako Karmiel Dance Festival v Izraeli, divadelní a taneční Festival Uijeongbu v korejském Seoulu, nebo každoroční pravidelné hostování v Coronet Theatre v Athénách. 
Po úspěšných 27 letech chodu divadla v Pařížské ulici a následném dočasném hostování v divadle U Valšů, se vedení divadla rozhodlo i přes jistou nepřízeň osudu a nucenému nedobrovolnému odchodu ze sálu v Pařížské ulici napnout síly a vybudovat nový sál v centru Prahy. Po náročné rekonstrukci v březnu 2016 divadlo získalo nový moderní divadelní sál pro 319 diváků na Národní třídě 25.